# Венесуельський болівар
Болівар — грошова одиниця Венесуели, дорівнює 100 сентимо. Вміст золота 0,265275 г; за офіційним курсом на 1 січня 1959 3,350 Болівари = 1 долар США.

## Історія

### Болівар (1871—2008)
Згідно з законом від 11 травня 1871 року уперше був уведений у обіг як допоміжна грошова одиниця до основної грошової одиниці венесолано. Законом від 31 березня 1879 року болівар став основною грошовою одиницею Венесуели замість венесолано, та складався зі 100 сентимо. На початках болівар був прирівняний до французького франка та засновувався на срібному стандарті Латинського валютного союзу (1 болівар = 4,5 грами срібла). За рішенням уряду Венесуели у 1887 році золотий болівар став законним засобом платежу без будь-яких обмежень, а повноцінний перехід на так званий «золотий стандарт» відбувся у 1910 році. У 1879 році в обіг були введені срібні монети номіналом 1/2, 1, 2 та 5 боліварів та золоті монети номіналом 20 боліварів. У період 1886–1889 років випускалася також золота монета номіналом 100 боліварів. Карбування золотих монет, номінованих у боліварах, припинилося у 1912 році. З 1934 року обмінний курс болівара був зафіксований на рівні 3, 914 боліварів = 1 долар США, а у 1937—1941 роках — 3,18 боліварів = 1 долар США.
У 1965 році в обіг були введені монети номіналом 25 та 50 сентимо, а 1967 року — 1 та 2 болівари, виготовлені з нікелевого сплаву, які замінили раніше емітовані зі срібла монети аналогічних номіналів. До 18 лютого 1983 року залишався найбільш стабільною валютою Латинської Америки. У обігу до 1 січня 2008 року знаходилися монети, номіналом 5, 10, 20 та 50 сентимо та 1, 2, 5, 25, 50, 100 та 500 боліварів, і банкноти номіналом 5, 10, 20, 50, 100, 500, 1000, 2000, 5000, 10 000, 20 000 та 50 000 боліварів.

### Болівар фуерте (2008—2018)
7 березня 2007 року урядом було оголошено про проведення з 1 січня 2008 року деномінації у співвідношенні 1000:1. Нова грошова одиниця отримала назву «болівар фуерте» (Bolívar fuerte venezolano — венесуельський болівар сильний), однак при цьому наголошувалося, що вона буде використовуватися лише тимчасово у період обміну. З метою популяризації серед населення нової валюти Центральним банком Венесуели використовувалося гасло «Una economía fuerte, un bolívar fuerte, un país fuerte» («Сильна економіка, сильний болівар, сильна країна». 1 січня 2008 року нову грошову одиницю було введено в обіг. Болівар фуерте складався зі 100 сентимо. На випущених в обіг банкнотах та монетах залишилася попередня назва «болівар». У стандарті ISO 4217 та заснованих на ньому класифікаторах валют у період 2008-2012 років вживався термін «болівар фуерте» (англ. bolivar fuerte). У серпні 2012 року у стандарті ISO 4217 знову почали вживати термін «болівар». Код у стандарті ISO 4217: літерний — VEB (до 2008 року), VEF (у 2008–2018 роках), цифровий — 862 та 937 відповідно. 24 лютого 2016 року назва грошової одиниці Венесуели англійською мовою у стандарті ISO 4217 була змінена з «Bolivar» на «Bolívar». Курс «болівара фуерте» було зафіксовано на рівні 2,15 боліварів фуерте = 1 долар США. З 8 січня 2010 року фіксований курс знизився до 2, 6 боліварів фуерте за 1 долар США за операціями, пов'язаними із імпортом продуктів харчування та медичних товарів, і до 4,3 боліварів фуерте для операцій так званого «зайвого» імпорту — автомобілів, нафтохімічної промисловості та електроніки. З 4 січня 2011 року було введено єдиний фіксований валютний курс: 4,3 боліварів фуерте = 1 долар США. Однак ринковий курс болівара був значно нижчим за фіксований — вже у лютому 2008 року він складав 7 боліварів фуерте за 1 долар США, у листопаді 2013 — 10 боліварів фуерте за 1 долар США, а у березні 2014 року — 50—52 болівари фуерте. На початок 2015 року офіційний курс болівара становив 6,35 за 1 долар США і 7,20 за євро. Неофіційний курс на цей час складав уже 150 боліварів за 1 долар США. У обігу перебували монети номіналом 1, 5, 10, 12½, 25 та 50 сентимо і 1 болівар, та банноти номіналом 2, 5, 10, 20, 50 та 100 боліварів.

### Суверенний болівар
Складна економічна ситуація призвела до найвищої інфляції у Венесуелі. Президент Ніколас Мадуро оголосив про майбутню з 4 червня 2018 року деномінації болівара (1000:1), нова валюта отримала назву Bolívar soberano, позначення валюти — Bs. S. Були представлені нові монети номіналом 50 сентимо і 1 болівар та банкноти в 2, 5, 10, 20, 50, 100, 200 і 500 боліварів.
Однак потім було оголошено про перенесення строку деномінації на 60 днів з можливим подальшим продовженням строку ще на 30 днів. В якості причини зміни строку було названо звернення керівників банків, яким знадобився додатковий час для переналаштування платіжних систем і пристроїв для видачі і прийому банкнот.
25 липня Ніколас Мадуро оголосив про остаточні терміни (20 серпня) і курсу обміну (100 000:1) нових банкнот на старі. Крім того, було заявлено, що курс нової національної валюти буде прив'язаний до криптовалюти Petro, яку також регулює венесуельський уряд

## Виноски
1. ↑  Большая энциклопедия монет [Архівовано 11 січня 2019 у Wayback Machine.]
2. ↑  ISO 4217[недоступне посилання з червня 2019]
3. ↑  Latest amendment. Архів оригіналу за 4 липня 2012. Процитовано 11 січня 2019.
4. ↑  ISO 4217 Amendment Number 162. Архів оригіналу за 12 червня 2018. Процитовано 11 січня 2019.
5. ↑  Боливар подешевел к доллару сразу на 88%. rbc.ru (рос.). 25/03/2014. Архів оригіналу за 27 серпня 2015. Процитовано 11 січня 2019.
6. ↑  Venezuela will slash value of currency, the bolivar. BBC. 9 січня 2010. Архів оригіналу за 28 серпня 2023. Процитовано 11 листопада 2023. (англ.)
7. ↑  Венесуэльский боливар (VEF), текущий курс. abcountries.com (рос.). 03.02.2015. Архів оригіналу за 3 лютого 2015. Процитовано 11 січня 2019.
8. ↑  Есть с чем сравнить - в Венесуэле курс "черного" рынка превышает 150 боливаров/$ при официальном курсе в 6,3. gigamir.net (рос.). 31 грудня 2014. Архів оригіналу за 21 вересня 2016. Процитовано 11 січня 2019.
9. ↑  Ніколас Мадуро оголосив про майбутню з 4 червня деномінації болівара. Архів оригіналу за 25 серпня 2018. Процитовано 24 серпня 2018.
10. ↑  Введення нової валюти в Венесуелі відкладається. Архів оригіналу за 12 червня 2018. Процитовано 24 серпня 2018.
11. ↑  Ellsworth, Brian (25 липня 2018). Venezuela to remove five zeroes from ailing currency. Reuters. Архів оригіналу за 14 травня 2021. Процитовано 24 січня 2022. (англ.)